# Meristacarus wynadensis
Meristacarus wynadensis är en kvalsterart som beskrevs av Haq och Adolph 1995. Meristacarus wynadensis ingår i släktet Meristacarus och familjen Lohmanniidae. Inga underarter finns listade i Catalogue of Life.